# Джеймі Реднапп
Джеймі Реднапп (англ. Jamie Redknapp, нар. 25 червня 1973, Бартон-он-Сі) — англійський футболіст, півзахисник.

## Клубна кар'єра
Вихованець футбольної школи клубу «Тоттенхем Хотспур».
У дорослому футболі дебютував 1989 року виступами за команду клубу «Борнмут», в якій провів два сезони, взявши участь у 13 матчах чемпіонату. 
Своєю грою за цю команду привернув увагу представників тренерського штабу клубу «Ліверпуль», до складу якого приєднався 1991 року. Відіграв за мерсісайдців наступні одинадцять сезонів своєї ігрової кар'єри. Більшість часу, проведеного у складі «Ліверпуля», був основним гравцем команди. За цей час виборов титул володаря Кубка англійської ліги, ставав володарем Суперкубка Англії з футболу, володарем Кубка УЄФА, володарем Суперкубка УЄФА.
Протягом 2002—2005 років захищав кольори команди клубу «Тоттенхем Хотспур».
Завершив професійну ігрову кар'єру у клубі «Саутгемптон», за команду якого виступав у 2005 році.

## Виступи за збірну
1995 року дебютував в офіційних матчах у складі національної збірної Англії. Протягом кар'єри у національній команді, яка тривала 5 років, провів у формі головної команди країни 17 матчів, забивши 1 гол.
У складі збірної був учасником чемпіонату Європи 1996 року в Англії, на якому команда здобула бронзові нагороди.

## Титули і досягнення
- Володар Кубка англійської ліги (2):

«Ліверпуль»:  1994–95; 2000–01
- Володар Суперкубка Англії з футболу (1):

«Ліверпуль»:  2001
- Володар Кубка УЄФА (1):

«Ліверпуль»:  2000–01
- Володар Суперкубка УЄФА (1):

«Ліверпуль»:  2001